# حسام بهية
حسام بهية، ممثل مصري .

## عن حياته
شارك في العديد من الأعمال التلفزيونية 

## من أعماله

### المسلسلات
- الإمام محمد عبده

## روابط خارجية
- حسام بهية على موقع قاعدة بيانات الأفلام العربية